# Friedrich Zollmann

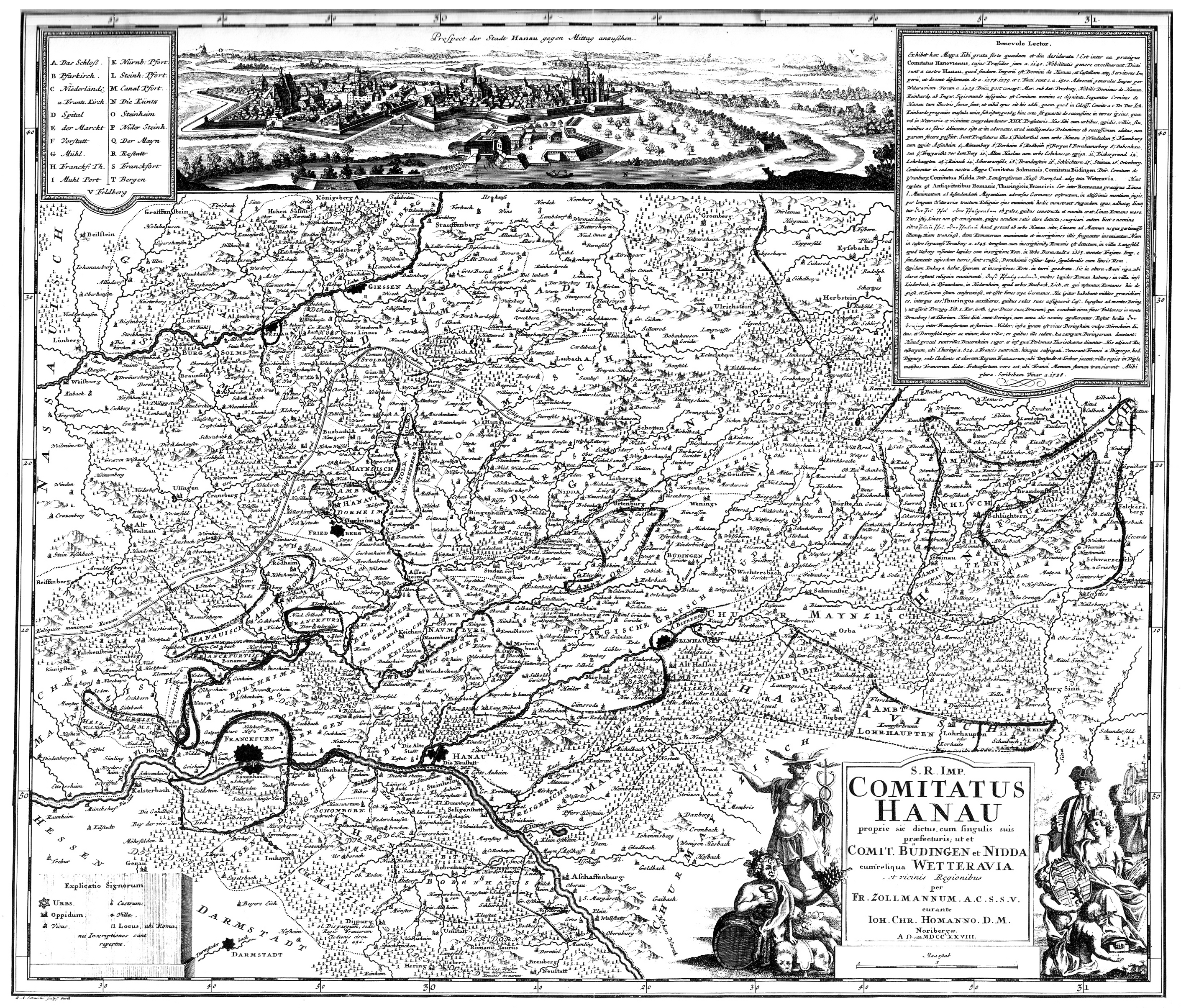
Friedrich Zollmann: Comitatus Hanau (1728)

Friedrich Zollmann (* 12. Mai 1690 in Gotha; † 2. Februar 1762 in Weimar) war Archivar, Historiker und Kartograf.

## Leben
Friedrich Zollmann war der dritte Sohn des "fürstlich Sächsischen Geheimden Raths" Johann Ludwig Zollmann.
Er besuchte die Schule in Coburg und studierte ab 1712 an der Universität Jena Staatsrecht und Geschichte. Von 1724 bis 1727 war er Assessor des Konsistoriums in Coburg, von 1727 bis 1728 am Konsistorium in Weimar. Nach dem Tod des Herzogs Wilhelm Ernst von  Sachsen-Weimar wurde er entlassen, wenige Monate später aber als Verwalter des Geheimen Archivs und des Lehensekretariats verpflichtet. 1748 war er Mitglied der Kommission, die die vormundschaftliche Regierung des minderjährigen Thronfolgers, Herzog Ernst August II., regelte. Nach Abschluss des Projekts wurde er entlassen, aber bei Volljährigkeit von Herzog Ernst August II. als Hofrat erneut eingestellt und mit der Verwaltung des Geheimen Archivs betraut, eine Funktion, die er bis zu seinem Tod innehatte.

## Werk
Friedrich Zollmann hat sich vor allem durch die Autorenschaft einer Reihe von Landkarten einen Namen gemacht. Die erste, Comitatus Hanau (1728), und anschließend Landkarten zur Geschichte Obersachsens (1732) erschienen im Nürnberger Verlag  Johann Baptist Homann Erben. Die Karten zeigen eine hohe Informationsdichte und Genauigkeit. Sie reflektierten das Wissen der damaligen Zeit und enthalten neben der eigentlichen kartografischen Darstellung begleitende Texte, die zahlreiche geschichtliche und zeitgenössische staatsrechtliche Informationen enthalten.

## Werke
- Ducatus Saxoniae Superioris ; Tab. II. : prout ipsius conditio fuit ab Anno 1000 usque ad A. 1400 sive intra Seculum X.m et XV.m ex historia maxime mediae cetatis erutus / ac Geographice designatus per Frid. Zollmann A.C.S.U.S. in lucem prolatus ab Homann Heredib. Norib[ergae], A. 1732 (Digitalisat)
- Ducatus Saxoniae Superioris ; Tab. III : ut status ipsius antiquissimus fuit per secula X. priora sc. post Chr. nat. ad Ann. 1000. usque ex historiae Sax. monumentis compilatus ; cum Privil. / et geographice designatus per Fridericum Zollmannum. In publicum emissus ab Homannianis Heredibus. Norib[ergae], A 1732 (Digitalisat)